# Bisdom Maldonado-Punta del Este-Minas

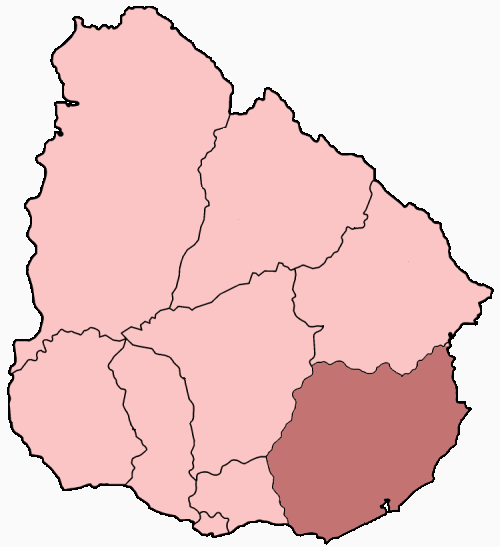
Het bisdom binnen Uruguay

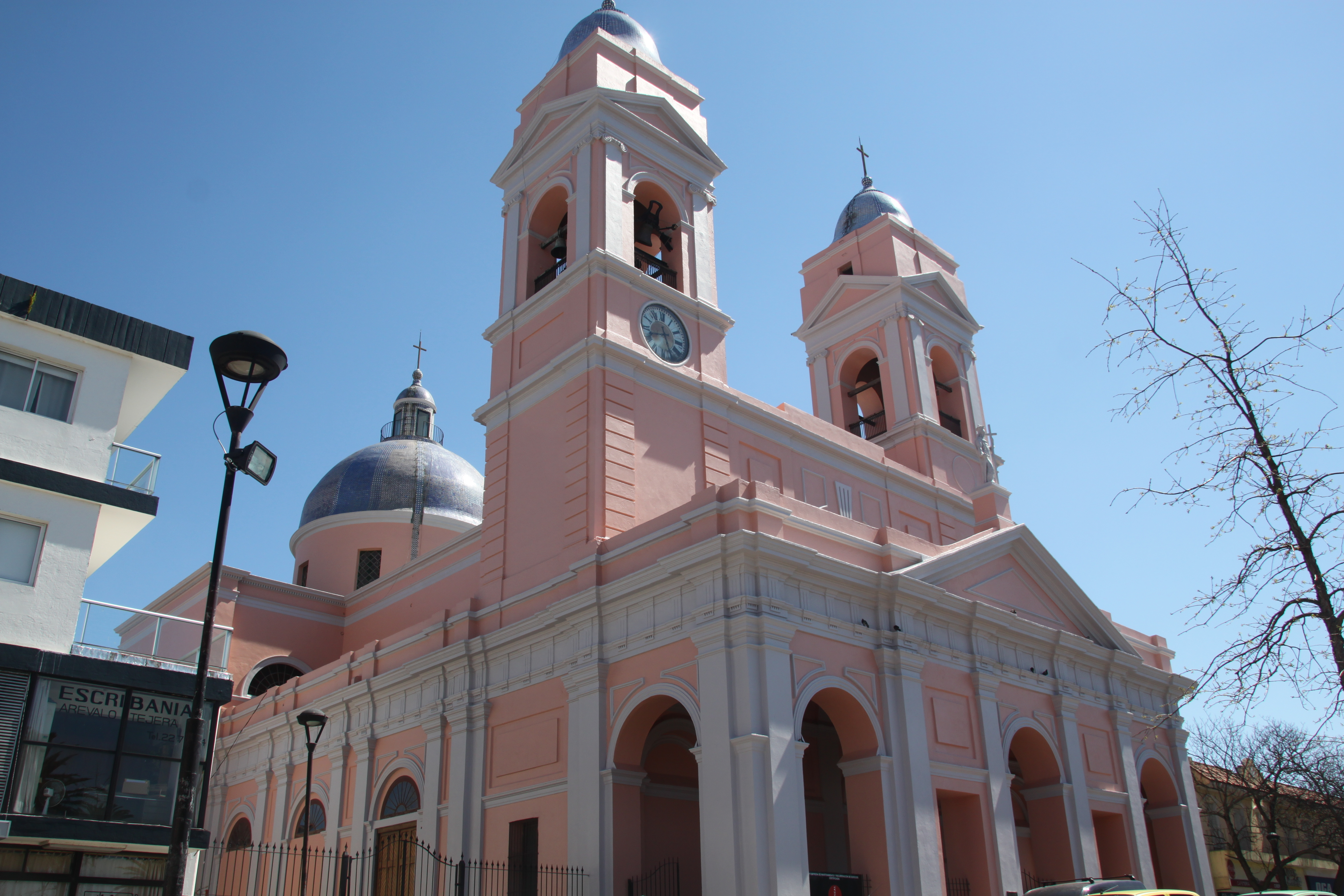
Kathedraal San Fernando van Maldonado

Het bisdom Maldonado-Punta del Este-Minas (Latijn: Dioecesis Maldonadensis-Orientalis Orae-Fodinensis) is een rooms-katholiek bisdom met als zetel Maldonado in Uruguay. Het bisdom is suffragaan aan het aartsbisdom Montevideo.
Het bisdom ontstond in 2020 door het weer samenvoegen van de bisdommen Maldonado-Punta del Este en Minas. Het bisdom Minas werd opgericht in 1960 en in 1966 werd het gesplitst in de bisdommen Minas en Maldonado-Punta del Este.
In 2019 telde het bisdom 15 parochies. Het bisdom heeft een oppervlakte van 7.584 km² en telde in 2019 252.000 inwoners waarvan 63,8% rooms-katholiek was. 

## Bisschoppen

### Minas
- José Maria Cavallero (1960-1963)
- Edmondo Quaglia Martínez (1964-1976)
- Carlos Arturo Mullín Nocetti, S.J. (1977-1985)
- Victor Gil Lechoza (1985-2001)
- Francisco Domingo Barbosa Da Silveira (2004-2009)
- Jaime Rafael Fuentes Martín (2010-2020)

### Maldonado-Punta del Este
- Antonio Corso (1966-1985)
- Rodolfo Pedro Wirz Kraemer (1985-2018)
- Milton Luis Tróccoli Cebedio (2018-2020)

### Maldonado-Punta del Este-Minas
- Milton Luis Tróccoli Cebedio (2020-)